# Albánia hegyeinek listája

Albánia topográfiai térképe

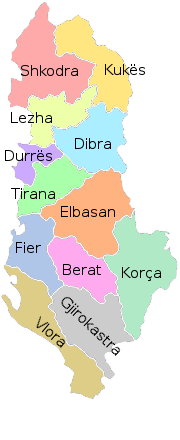
Albánia megyéinek elhelyezkedése

Albánia hegyvidéke Európában az utolsók egyike volt, amit megismert a földrajztudomány. Az 1926-ban megjelent Tolnai új világlexikona még úgy fogalmaz: Albánia hegyvidéke Európa leghiányosabban ismert része.
Albánia két természeti nagytája a tengerparti síkság és a hegység. A több mint 300 km hosszú, és 30 km széles parti síkságot rögtön hegyek követik, melyek lényegében természetes határként választják el az országot szomszédaitól: minden határ hegyeken húzódik, és szinte minden hegy átnyúlik a határokon. Az országot északon Montenegró (172 km), északkeleten de facto Koszovó (annak teljes elismertsége hiányában Szerbia) (112 km), keleten Macedónia (151 km), délkeleten és délen Görögország (282 km) határolja.  Két hegylánca, a Dinári-hegység északról, a Hellenidák keletről és délről övezi az országot. A két hegységet lényegében a Drin-folyó választja el egymástól.

## Albánia hegyeinek listája
| kép | név                        | albán név            | hegység                              | magasság | megye             | koordináták                                                  |
| --- | -------------------------- | -------------------- | ------------------------------------ | -------- | ----------------- | ------------------------------------------------------------ |
|     | Korab-hegy                 | Maja e Korabit       | Korab-hegység                        | 2764 m   | Dibra megye       | é. sz. 41° 47′ 28″, k. h. 23° 32′ 52″41.791111°N 23.547778°E |
|     | Jezerca-hegy               | Maja e Jezercës      | Albán-Alpok                          | 2649 m   | Kukës megye       | é. sz. 42° 26′ 30″, k. h. 19° 48′ 45″42.441667°N 19.812500°E |
|     | Grykat e Hapëta-hegység    | Maja Grykat e Hapëta | Albán-Alpok                          | 2625 m   | Kukës megye       | é. sz. 42° 24′ 31″, k. h. 19° 54′ 17″42.408700°N 19.904600°E |
|     | Radohima-hegy              | Maja e Radohimës     | Albán-Alpok                          | 2568 m   | Shkodra megye     | é. sz. 42° 25′ 38″, k. h. 19° 43′ 33″42.427222°N 19.725833°E |
|     | Kollata-hegy               | Maja e Kollatës      | Albán-Alpok                          | 2556 m   | Kukës megye       | é. sz. 42° 29′ 01″, k. h. 19° 54′ 34″42.483611°N 19.909444°E |
|     | Zla Kolata                 | Kollata e Keqe       | Albán-Alpok                          | 2534 m   | Kukës megye       | é. sz. 42° 29′ 06″, k. h. 19° 53′ 50″42.485000°N 19.897222°E |
|     | Maja Rosit                 | Maja Rosit           | Albán-Alpok                          | 2524 m   | Kukës megye       | é. sz. 42° 28′ 46″, k. h. 19° 51′ 02″42.479444°N 19.850556°E |
|     | Grámosz                    | Mal i Gramozit       | Píndosz                              | 2520 m   | Korça megye       | é. sz. 40° 20′ 00″, k. h. 20° 45′ 00″40.333333°N 20.750000°E |
|     | Gjallica                   | Gjallica             | Korab-hegység                        | 2485 m   | Kukës megye       | é. sz. 42° 00′ 42″, k. h. 20° 28′ 11″42.011667°N 20.469722°E |
|     | Paping-hegy                | Maja e Papingut      | Nemërçka-hegység                     | 2485 m   | Gjirokastra megye | é. sz. 40° 07′ 27″, k. h. 20° 25′ 57″40.124167°N 20.432500°E |
|     | Peçmara-hegy               | Maja e Peçmarës      | Albán-Alpok                          | 2468 m   | Kukës megye       | é. sz. 42° 26′ 06″, k. h. 19° 54′ 47″42.435000°N 19.913056°E |
|     | Tomorr-hegy                | Maja e Tomorrit      | Tomorr-hegység                       | 2415 m   | Berat megye       | é. sz. 40° 42′ 00″, k. h. 20° 08′ 00″40.700000°N 20.133333°E |
|     | Shkëlzen                   | Shkëlzen             | Albán-Alpok                          | 2407 m   | Kukës megye       | é. sz. 42° 27′ 25″, k. h. 20° 07′ 41″42.456944°N 20.128056°E |
|     | Thatë-hegy                 | Maja e Thatë         | Albán-Alpok                          | 2406 m   | Kukës megye       | é. sz. 42° 28′ 06″, k. h. 19° 52′ 08″42.468333°N 19.868889°E |
|     | Bogiçaj-hegy               | Maja Bogiçaj         | Albán-Alpok                          | 2404 m   | Kukës megye       | é. sz. 42° 33′ 02″, k. h. 20° 05′ 18″42.550556°N 20.088333°E |
|     | Koritnik-hegy              | Maja e Koritnikut    | Korab-hegység                        | 2393 m   | Kukës megye       | é. sz. 42° 05′ 00″, k. h. 20° 34′ 00″42.083333°N 20.566667°E |
|     | Ostrovica-hegy             | Maja e Ostrovicës    | Ostrovica-hegység (Mal i Ostrovicës) | 2383 m   | Korça megye       | é. sz. 40° 34′ 48″, k. h. 20° 27′ 00″40.580000°N 20.450000°E |
|     | Deshat-hegy                | Maja i Deshatit      | Korab-hegység                        | 2383 m   | Dibra megye       | é. sz. 41° 37′ 48″, k. h. 20° 32′ 24″41.630000°N 20.540000°E |
|     | Valamara-hegy              | Maja e Valamarës     | Valamara-hegység                     | 2373 m   | Korça megye       | é. sz. 40° 47′ 38″, k. h. 20° 27′ 55″40.793889°N 20.465278°E |
|     | Trekufiri                  | Trekufiri            | Albán-Alpok                          | 2366 m   | Kukës megye       | é. sz. 42° 33′ 21″, k. h. 20° 04′ 44″42.555833°N 20.078889°E |
|     | Grama-hegy                 | Maja e Gramës        | Korab-hegység                        | 2345 m   | Dibra megye       | é. sz. 41° 43′ 52″, k. h. 20° 29′ 36″41.731111°N 20.493333°E |
|     | Pllaja e Pusit             | Pllaja e Pusit       | Thatë-hegység                        | 2287 m   | Korça megye       | é. sz. 40° 53′ 00″, k. h. 20° 50′ 00″40.883333°N 20.833333°E |
|     | Shebenik-hegy              | Maja e Shebenikut    | Shebenik-hegység                     | 2261 m   | Elbasan megye     | é. sz. 41° 13′ 01″, k. h. 20° 27′ 46″41.216944°N 20.462778°E |
|     | Gur i Zi (’Fekete-szikla’) | Gur i Zi             | Jabllanica-hegység                   | 2257 m   | Elbasan megye     | é. sz. 41° 17′ 08″, k. h. 20° 31′ 44″41.285494°N 20.528811°E |
|     | Deja-hegy                  | Maja e Dejës         | Deja-hegység                         | 2245 m   | Dibra megye       | é. sz. 41° 42′ 13″, k. h. 20° 09′ 32″41.703611°N 20.158889°E |
|     | Harap-hegy                 | Maja e Harapit       | Albán-Alpok                          | 2217 m   | Shkodra           | é. sz. 42° 26′ 45″, k. h. 19° 45′ 21″42.445833°N 19.755833°E |
|     | Kalabak                    | Kalabak              | Sharr-hegység                        | 2174 m   | Kukës megye       | é. sz. 41° 54′ 58″, k. h. 20° 33′ 58″41.916111°N 20.566111°E |
|     | Laluc-hegy                 | Maja e Lalucit       | Lunxhëria-hegység                    | 2155 m   | Gjirokastra megye | é. sz. 40° 08′ 22″, k. h. 20° 14′ 34″40.139444°N 20.242778°E |
|     | Kunora e Lurës             | Kunora e Lurës       | Lura-hegyvidék                       | 2119 m   | Dibra megye       | é. sz. 41° 47′ 03″, k. h. 20° 10′ 54″41.784167°N 20.181667°E |
|     | Micek-hegy                 | Maja e Micekut       | Balgjaj-hegység                      | 2099 m   | Dibra megye       | é. sz. 41° 34′ 09″, k. h. 20° 11′ 16″41.569167°N 20.187778°E |
|     | Dhëmbel-hegy               | Maja e Dhëmbelit     | Nemërçka-hegység                     | 2080 m   | Gjirokastra megye | é. sz. 40° 11′ 36″, k. h. 20° 18′ 51″40.193200°N 20.314200°E |
|     | Çika-hegy                  | Maja e Çikës         | Akrokerauni-hegyvidék                | 2044 m   | Vlora megye       | é. sz. 40° 12′ 00″, k. h. 19° 37′ 00″40.200000°N 19.616667°E |
|     | Dhoks-hegy                 | Maja e Dhoksit       | Dhoks-hegység                        | 2020 m   | Dibra megye       | é. sz. 41° 27′ 57″, k. h. 20° 14′ 27″41.465833°N 20.240833°E |
|     | Qorre-hegy                 | Maja e Qorres        | Akrokerauni-hegyvidék                | 2018 m   | Vlora megye       | é. sz. 40° 12′ 57″, k. h. 19° 36′ 20″40.215833°N 19.605556°E |
|     | Munella-hegy               | Maja e Munellës      | Munella-hegység                      | 1991 m   | Lezha megye       | é. sz. 42° 12′ 38″, k. h. 20° 31′ 24″42.210556°N 20.523333°E |
|     | Pashtrik-hegy              | Maja e Pashtrikut    | Pashtrik                             | 1986 m   | Kukës megye       | é. sz. 42° 12′ 38″, k. h. 20° 31′ 24″42.210556°N 20.523333°E |
|     | Qiramanga-hegy             | Maja e Qiramangës    | Akrokerauni-hegyvidék                | 1863 m   | Vlora megye       | é. sz. 40° 16′ 28″, k. h. 19° 37′ 09″40.274444°N 19.619167°E |
|     | Val i Bufit-hegy           | Maja Vali i Bufit    | Akrokerauni-hegyvidék                | 1862 m   | Vlora megye       | é. sz. 40° 11′ 27″, k. h. 19° 39′ 11″40.190833°N 19.653056°E |
|     | Brataji-hegy               | Maja e Bratajt       | Akrokerauni-hegyvidék                | 1829 m   | Vlora megye       | é. sz. 40° 16′ 03″, k. h. 19° 37′ 47″40.267500°N 19.629722°E |
|     | Stogoj-hegy                | Maja e Stogojt       | Akrokerauni-hegyvidék                | 1825 m   | Vlora megye       | é. sz. 40° 16′ 14″, k. h. 19° 37′ 04″40.270556°N 19.617778°E |
|     | Paliska-hegy               | Maja e Paliskës      | Akrokerauni-hegyvidék                | 1700 m   | Vlora megye       | é. sz. 40° 14′ 32″, k. h. 19° 35′ 52″40.242222°N 19.597778°E |
|     | Dajt-hegy                  | Maja e Dajtit        | Dajt-hegység                         | 1613 m   | Tirana megye      | é. sz. 41° 21′ 57″, k. h. 19° 55′ 32″41.365833°N 19.925556°E |
|     | Maranaj                    | Maja e Maranajt      | Dukagjin                             | 1567 m   | Shkodra megye     | é. sz. 42° 11′ 30″, k. h. 19° 35′ 50″42.191667°N 19.597222°E |
|     | Shpirag-hegy               | Maja e Shpiragut     |                                      | 1197 m   | Berat megye       | é. sz. 40° 40′ 03″, k. h. 19° 51′ 57″40.667500°N 19.865833°E |

## Fordítás
- Ez a szócikk részben vagy egészben  a   List of mountains in Albania című angol Wikipédia-szócikk ezen változatának fordításán alapul.  Az eredeti cikk szerkesztőit annak laptörténete sorolja fel. Ez a jelzés csupán a megfogalmazás eredetét és a szerzői jogokat jelzi, nem szolgál a cikkben szereplő információk forrásmegjelöléseként.
- Ez a szócikk részben vagy egészben  a   Lista e maleve të Shqipërisë című albán Wikipédia-szócikk ezen változatának fordításán alapul.  Az eredeti cikk szerkesztőit annak laptörténete sorolja fel. Ez a jelzés csupán a megfogalmazás eredetét és a szerzői jogokat jelzi, nem szolgál a cikkben szereplő információk forrásmegjelöléseként.